# Банківський ризик
Банківський ризик — це ймовірність відхилення від запланованих (очікуваних) показників діяльності банку через здійснення активно-пасивних операцій, їх організацію, стан корпоративного управління та вплив факторів зовнішнього середовища, наслідки якої можуть бути негативними, нульовими або позитивним.

## Класифікація банківських ризиків
Банківські ризики класифікуються за такими ознаками: можливість кількісної оцінки ризику, місце та фактори виникнення. За цими ознаками окреслено три групи банківських ризиків:

### Фінансові ризики
Фінансові ризики — це ризики, що мають високу ймовірність визначення кількісної величини:
Кредитний ризик — ймовірність відхилення від запланованих показників через невиконання позичальником зобов'язань перед банком.
Ризик ліквідності — ймовірність відхилення від запланованих показників через втрату збалансованості між активами і пасивами банку.
Ринковий ризик — ймовірність відхилення від запланованих показників через зміну валютних курсів.

### Операційні ризики
Операційні ризики — це ризики, що мають низьку ймовірність визначення кількісної величини:
Технологічний ризик — ймовірність відхилення від запланованих показників через неефективні інформаційні технології та процеси обробки інформації.
Ризик виконавця — ймовірність відхилення від запланованих показників у результаті ненавмисного порушення обов'язків.
Шахрайство — фінансові втрати в результаті обману.
ризик змін — ймовірність відхилення від запланованих показників через неадекватне реагування на зміни в бізнес-середовищі банку.
Інноваційний ризик — ймовірність відхилення від запланованих показників через помилки на стадіях розробки банківських продуктів.

### Функціональні ризики
Функціональні ризики — це ризики, що належать до зовнішнього середовища банку:
Політичний ризик — ймовірність відхилення від запланованих показників через дестабілізацію політичної ситуації в країні.
Регуляторний ризик — ймовірність відхилення від запланованих показників у результаті зміни законів.
Економічний ризик — ймовірність відхилення від запланованих показників через зміну економічної ситуації в країні.
Соціальний ризик — ймовірність відхилення від запланованих показників через загострення соціальної ситуації.
Ризик відмивання коштів — ймовірність залучення банку до процесу фінансування тероризму.
Форс-мажорний — ймовірність відхилення від запланованих показників через виникнення стихійних лих.